# Кортулуа
«Кортулуа́» (исп. Corporación Club Deportivo Tuluá) — колумбийский футбольный клуб, базирующийся в городе Тулуа, в департаменте Валье-дель-Каука. Клуб был основан 16 октября 1967 года.

## История
«Кортулуа», основанная в 1967 году, смогла в 1993 году выиграть Примеру B и выйти в главную лигу Колумбии по футболу.
В чемпионате Примеры А 2001, в части Апертура заняли 1-е место (в это время 1-е место в половине чемпионата не давало титула) и тем самым завоевали право выступить в Кубке Либертадорес 2002. Несмотря на этот успех в 2004 году Кортулуа опускается в Примеру B.
В 2006 году Министерство финансов США обвинило клуб в числе 10 различных предприятий, которые работают в том числе и на одного из самых разыскиваемых колумбийских наркобаронов Карлоса Альберто Рентерию Мантилью. Тем самым оно заморозило любые активы, принадлежащие клубу в пределах юрисдикции США, и запретило гражданам США иметь какие-либо финансовые отношения с этим клубом.
В сезоне 2009 года клуб вновь завоевал путёвку в Примеру А, но смог продержаться в ней всего лишь один сезон.
В 2018—2021 годах команда выступала в Примере B.
В 2021 году команда дошла до финального этапа Клаусуры в Примере B, и заняла первое место в своей группе A. Должен был состояться матч за звание победителя турнира между «Кортулуа» и лучшей командой группы B — «Унион Магдаленой». Однако из-за скандала, связанного с подозрением в организации договорных матчей с участием «Унион Магдалены», финал был перенесён на определённый срок. Позже организаторы чемпионата подтвердили, что оба победителя финальных групп получили путёвку в Примеру. В 2022 году «Кортулуа» вновь вернётся в Кубок Мустанга.

## Титулы и достижения
- Победитель Категории Примеры B (второй дивизион) (2): 1993, 2009